# 감창공주
감창공주(監倉公主, 1853년 ~ 1873년) 또는 바쭈어커타인남(남자: 婆主庫城南; 의미: 성남창고의 여주(城南倉女主))은 베트남 역사상 대남제국 제4대 군주 사덕황제 통치 기간 동안 여성 장군이다.

## 삶
감창공주의 이름은 완정(阮氏貞)이며 성남의 식량 및 무기 창고를 지켰던 완계흥(阮繼興)의 딸이다.
1873년 11월, 프란시스 가르니에가 이끄는 프랑스 군은 하내(하노이)를 점령 한 다음 전쟁을 흥안, 부리, 녕평으로 확대했다. 12월초, 프랑스 군은 성남 성채를 공격하기 위해 양측으로 나뉘었다. 계흥은 깃대를 지키기 위해 군대를 보내라는 명령을 받았으며, 성채 창고를 지키는 책임은 그의 딸 완정에게 넘겨졌다.
프랑스 군이 깃대를 공격했다는 소식을들은 완정은 즉시 군대를 이끌고 아버지를 지원했다. 그녀가 도착했을 때 완계흥은 이미 죽었고 그녀와 나머지 군인들은 끝까지 저항을 계속했고 20 세에 사망했다.
1873년 12월 11일 성남이 무너지자 사람들은 완정의 시신을 발견하여 깃대 동쪽에 묻었다.
1874년 3월 15일 프랑스 군이 군대를 철수 한 후 사덕황제는 그녀에게 감창공주(監倉公主)라는 칭호를 부여하고 깃대 바로 아래에 그녀를 숭배하기 위해 사원을 세웠다.